# 実験の一覧
実験の一覧（じっけんのいちらん、英: List of experiments）。
| - 実験（じっけん） - 自己実験（じこじっけん） - 思考実験（しこうじっけん） - 社会実験（しゃかいじっけん） - 対照実験（たいしょうじっけん） - アイヒマン実験（アイヒマンじっけん） - ウォズニアック・テスト - ウーの実験（ウーのじっけん） - エトヴェシュの実験（エトヴェシュのじっけん） - 核実験（かくじっけん） - ガリレオの船（ガリレオのふね） - カルネアデスの板（カルネアデスのいた） - ガイガー＝マースデンの実験（ガイガー＝マースデンのじっけん） - キャヴェンディッシュの実験（キャヴェンディッシュのじっけん） - 逆転クオリア（ぎゃくてんクオリア） - グスタフ3世のコーヒー実験（グスタフ3せいのコーヒーじっけん） - グリフィスの実験（グリフィスのじっけん） - 原子炉暴走実験（げんしろぼうそうじっけん） - コウモリであるとはどのようなことか - コンコード刑務所実験（コンコードけいむしょじっけん） - コンプトン・ジェネレーター - サードウェイブ実験（サードウェイブじっけん） - シェハリオンの実験（シェハリオンのじっけん） - シュテルン＝ゲルラッハの実験（シュテルン＝ゲルラッハのじっけん） - シュレーディンガーの猫（シュレーディンガーのねこ） - 水槽の脳（すいそうののう） - スタンフォード監獄実験（スタンフォードかんごくじっけん） - スワンプマン - ゼノンのパラドックス - 臓器くじ（ぞうきくじ） - タスキギー梅毒実験（タスキギーばいどくじっけん） - 中国語の部屋（ちゅうごくごのへや） - 中国脳（ちゅうごくのう） - チューリング・テスト - デイヴィソン＝ガーマーの実験（デイヴィソン＝ガーマーのじっけん） - テセウスの船（テセウスのふね） - 哲学的ゾンビ（てつがくてきゾンビ） - 動物実験（どうぶつじっけん） - トリニティ実験（トリニティじっけん） - トロッコ問題（トロッコもんだい） | - 二重スリット実験（にじゅうスリットじっけん） - ピッチドロップ実験（ピッチドロップじっけん） - 百人おどし（ひゃくにんおどし） - フィゾーの実験（フィゾーのじっけん） - フーコーの振り子（フーコーのふりこ） - 風洞実験（ふうどうじっけん） - 双子のパラドックス（ふたごのパラドックス） - フランク＝ヘルツの実験（フランク＝ヘルツのじっけん） - ホーソン実験（ホーソンじっけん） - マイケルソン＝ゲイル＝ピアソン実験（マイケルソン＝ゲイル＝ピアソンじっけん） - マイケルソン・モーレーの実験（マイケルソン・モーレーのじっけん） - マシュマロ実験（マシュマロじっけん） - マーシュ礼拝堂の実験（マーシュれいはいどうのじっけん） - マグデブルクの半球（マグデブルクのはんきゅう） - ミネソタ飢餓実験（ミネソタきがじっけん） - ミリカンの油滴実験（ミリカンのゆてきじっけん） - ミルグラム実験（ミルグラムじっけん） - 無限の猿定理（むげんのさるていり） - メアリーの部屋（メアリーのへや） - メセルソン-スタールの実験（メセルソン-スタールのじっけん） - モンティ・ホール問題（モンティ・ホールもんだい） - モリヌークス問題（モリヌークスもんだい） - ヤングの実験（ヤングのじっけん） - ユーリー-ミラーの実験 - 臨界前核実験（りんかいまえかくじっけん） |